# On the Stroke of Twelve (film 1915)
On the Stroke of Twelve è un cortometraggio muto del 1915 diretto da John H. Collins.

## Produzione
Il film fu prodotto dalla Edison Manufacturing Company.

## Distribuzione
Distribuito dalla General Film Company, il film - un cortometraggio in tre bobine - uscì nelle sale cinematografiche degli Stati Uniti il 12 marzo 1915.